# خنرال روکا
خنرال روکا (به اسپانیایی: General Roca) شهری در کشور آرژانتین، استان ریو نگرو است که در سال ۲۰۰۹ میلادی، حدود ۶۹٬۶۷۲ نفر جمعیت داشته‌است.